# Sorpassometro
Un sorpassometro è un dispositivo di controllo generalmente collocato in posizione più elevata rispetto al piano viabile della strada da controllare, ad esempio su un viadotto od un ponte.

## Descrizione
Il termine, che è stato coniato dalla Polizia stradale in occasione della sua presentazione, si riferisce ad un complesso di attrezzature, costituito da una telecamera che invia le immagini via GPRS ad un terminale su cui è installato uno specifico software in grado di interpretare in tempo reale se viene effettuato un sorpasso vietato oppure, più genericamente, se un autoveicolo viola la segnaletica orizzontale ivi esistente.
Il controllo dell'avvenuta infrazione è comunque delegato agli agenti di polizia umani, incaricati di controllare i filmati e di elevare le contravvenzioni.
Il primo impianto ufficialmente entrato in servizio è stato alle porte di Roma e la stessa Polizia stradale segnala l'esistenza di altre installazioni in diverse regioni d'Italia. In particolare, sul tratto Venezia-Trieste dell'Autostrada A4, sono installati due dispositivi per il controllo dei sorpassi (vietati per tutto il tratto tra Sistiana e Mestre dalle ore 7 alle ore 21) dei mezzi pesanti.
Da settembre 2008 il sorpassometro, insieme ad una piattaforma per la gestione automatizzata delle sanzioni, viene commercializzato in esclusiva dal gruppo Poste Italiane presso tutti i comuni d'Italia.